# Артасов
Артасов (укр. Артасів) — село в Куликовской поселковой общине Львовского района Львовской области Украины.
Население по переписи 2001 года составляло 632 человека. Занимает площадь 12,84 км². Почтовый индекс — 80360. Телефонный код — 3252.